# Diocesi di Porfireone
La diocesi di Porfireone (in latino Dioecesis Porphyriensis) è una sede soppressa del patriarcato di Antiochia e una sede titolare della Chiesa cattolica.

## Storia
Porfireone, antica città nei pressi del monte Carmelo (Haifa) in Israele, è un'antica sede vescovile della provincia romana della Fenicia Prima nella diocesi civile d'Oriente. Faceva parte del patriarcato di Antiochia ed era suffraganea dell'arcidiocesi di Tiro, come attestato da una Notitia episcopatuum del VI secolo.
Le Quien attribuisce a Porfireone cinque vescovi. Tommaso fu tra i padri del concilio di Calcedonia del 451 e probabilmente fu destinatario della lettera dell'imperatore Leone indirizzata ai vescovi della Fenicia Prima nel 458; il suo nome infatti, ma senza la sede di appartenenza, compare nell'indirizzo della lettera, anche se è omesso tra i firmatari della stessa. Teodoro prese parte al concilio provinciale, presieduto dal metropolita Epifanio di Tiro il 16 settembre 518, contro Severo di Antiochia e il partito monofisita, e ne sottoscrisse la lettera sinodale. Cristoforo partecipò al concilio di Costantinopoli del 536, presieduto dal patriarca Mena, e sottoscrisse al 39º posto la condanna di Severo di Antiochia, Pietro di Apamea e il monaco Zoora. Il vescovo Alessandro è menzionato nella vita di san Giacomo eremita, verso la metà del VI secolo. Paolo visse all'epoca dell'imperatore Giustino II, menzionato in una lettera di Simeone Stilita il Giovane.
Dal XVII secolo Porfireone è annoverata tra le sedi vescovili titolari della Chiesa cattolica; la sede è vacante dal 12 marzo 1995. A partire dal XV secolo, il titolo di Porfireone fu assegnato ai Sacristi del Palazzo apostolico, dal 1646 scelti fra gli Agostiniani, i quali, con la nascita dello Stato della Città del Vaticano, a partire dal 1929 ebbero l'ufficio di vicari della Città del Vaticano. Papa Urbano VIII con il breve Super universas del 16 febbraio 1644 aveva dotato la diocesi in partibus di Porfireone di una rendita di 6 000 scudi.

## Cronotassi

### Vescovi greci
- Tommaso † (prima del 451 - dopo il 458)
- Teodoro † (menzionato nel 518)
- Cristoforo † (menzionato nel 536)
- Alessandro † (metà circa del VI secolo)
- Paolo † (seconda metà del VI secolo)

### Vescovi titolari
- Bertoldo, O.Cist. † (3 luglio 1345 - ? deceduto)
- Enrico, O.T. † (22 giugno 1349 - ?)
- Hermann von Hasenburg, O.E.S.A. † (circa 1340 - ?)
- Pierre Pincon, O.S.B. † (17 agosto 1547 - ?)
- Philippe de Saint-Gilles † (24 settembre 1571 - ?)
- Philippe Troussey, O.Praem. † (6 agosto 1582 - ?)
- Clemente del Pezzo, C.R. † (19 febbraio 1644 - 17 dicembre 1646 nominato vescovo dell'Aquila)
- Taddeo Altini, O.S.A. † (17 dicembre 1646 - 10 novembre 1653 nominato vescovo di Civita Castellana e Orte)
- Ambrogio Landucci, O.S.A. † (30 agosto 1655 - 16 febbraio 1669 deceduto)
- Onofrio Ippoliti † (18 marzo 1669 - 31 marzo 1672 deceduto)
- Giuseppe Eusanio[8], O.S.A. † (2 maggio 1672 - 23 aprile 1692 deceduto)
- Pierre Lambert Ledrou, O.S.A. † (25 giugno 1692 - 6 maggio 1721 deceduto)
- Agostino Nicola degl'Abbati Olivieri, O.S.A. † (16 giugno 1721 - 29 gennaio 1731 deceduto)
- Tommaso Cervioni, O.S.A. † (21 maggio 1731 - 9 gennaio 1742 deceduto)
- Silvestro Merani, O.S.A. † (28 febbraio 1742 - 22 gennaio 1764 deceduto)
- Nicola Angelo Maria Landini, O.S.A. † (20 febbraio 1764 - 17 febbraio 1782 deceduto)
- Francesco Saverio Cristiani, O.S.A. † (23 settembre 1782 - 3 gennaio 1800 deceduto)
- Giuseppe Bartolomeo Menochio, O.S.A. † (2 aprile 1800 - 25 marzo 1823 deceduto)
- Giuseppe Perugini, O.S.A. † (16 maggio 1823 - 11 agosto 1829 deceduto)
- Giovanni Augustoni, O.S.A. † (28 settembre 1829 - 23 marzo 1839 deceduto)
- Giuseppe Maria Castellani, O.S.A. † (8 luglio 1839 - 10 dicembre 1854 deceduto)
- Giuseppe Palermo, O.S.A. † (23 marzo 1855 - 29 ottobre 1856 deceduto)
- Francesco Marinelli, O.S.A. † (15 dicembre 1856 - 27 gennaio 1887 deceduto)
- Guglielmo Pifferi, O.S.A. † (14 marzo 1887 - 29 aprile 1910 deceduto)
- Agostino Zampini, O.S.A. † (9 dicembre 1910 - 7 giugno 1937 deceduto)
- Alfonso Camillo De Romanis, O.S.A. † (20 agosto 1937 - 18 gennaio 1950 deceduto)
- Petrus Canisius Jean van Lierde, O.S.A. † (13 gennaio 1951 - 12 marzo 1995 deceduto)